# Albert de Vleeschauwer

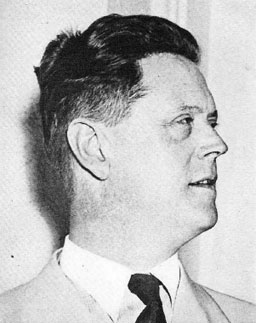
De Vleeschauwer in 1942

Jozef Albert de Vleeschauwer van Braekel (Nederbrakel, 1 januari 1897 – Kortenberg, 24 februari 1971) was een Belgisch politicus voor de Katholieke Partij en de CVP, die onder meer minister was.

## Vroege carrière
De Vleeschauwer studeerde na drie jaar oorlogsdienst af aan de Katholieke Universiteit Leuven als doctor in de rechten en licentiaat thomistische filosofie.
In 1922 schreef hij zich als advocaat in bij de balie van Leuven en ging wat later ook voor de studiedienst van de Belgische Boerenbond werken, waar hij in 1926 de leiding van nam. Hij werd aan het Landbouwinstituut tot docent benoemd en werd in 1928 hoogleraar handelsrecht. Ook was hij actief in de Katholieke Vlaamsche Landsbond en werd hij in 1931 binnen het Vlaams Economisch Verbond voorzitter van de Commissie ter Bevordering van de Vlaamse Handel met de Scandinavische Landen.
Voor de Katholieke Partij en daarna de CVP was hij van 1932 tot 1961 lid van de Kamer van volksvertegenwoordigers voor het arrondissement Leuven. In 1936 werd hij lid van het voorlopige en in 1937 van het definitieve directorium van de Katholieke Vlaamse Volkspartij. Ook was hij betrokken bij de besprekingen die het KVV met het Vlaamsch Nationaal Verbond voerde.
Van mei 1938 tot februari 1939 was hij minister van Koloniën in de regering-Spaak I. Vanaf april 1939 was hij opnieuw minister van Koloniën in de regering-Pierlot II. Hij behield deze functie tot in februari 1945. In het kabinet-Pierlot in ballingschap in Londen cumuleerde hij de portefeuille Koloniën, van 1940 tot 1942 met die van Justitie en van 1942 tot 1944 met die van Openbaar Onderwijs. In september 1944 was hij in Londen medeondertekenaar van de eerste douaneovereenkomst van de Benelux.

## Tweede Wereldoorlog
Na de Duitse inval op 10 mei 1940 vluchtte de Belgische regering naar Frankrijk en streek de Koloniale Administratie meteen neer in Bordeaux. In Limoges, op 15 juni, besliste het Belgisch kabinet naar Engeland te gaan, maar 48 uren later voegde het zich bij de Franse regering op haar vlucht naar Bordeaux. De volgende dag, wanneer het einde van de strijd nakend bleek, verkoos eerste minister Hubert Pierlot de Franse regering, waarvan Pétain sinds enkele dagen de leiding had, te blijven volgen. Drie ministers stemden tegen: Camille Gutt, Marcel-Henri Jaspar en Albert De Vleeschauwer. Jaspar verbrak de collegialiteit en vertrok de dag zelf nog naar Engeland, zonder instemming van de overige regeringsleden. Hij werd ook meteen afgezet.
De Vleeschauwer kreeg een onbeperkt mandaat om als administrateur-generaal de belangen van Belgisch-Congo te verdedigen. Hij vertrok naar Lissabon, waar hij op 22 juni aankwam in gezelschap van Fernand Vanlangenhove. Die had aan Paul-Henri Spaak gevraagd zijn functie van secretaris-generaal van Buitenlandse Zaken niet te moeten opnemen in bezet gebied. De volgende dag stuurden zij een telegram naar alle Belgische diplomatieke vertegenwoordigers en naar de gouverneur-generaal van Congo om aan te kondigen dat een gemachtigd lid van de regering buiten Duits bereik was en de oorlog werd voortgezet.
De gouverneur-generaal reageerde op deze boodschap met zijn bekende radiorede waarin hij zich volledig aan de zijde van de regering-Pierlot schaarde. Een andere bestemmeling, baron Emile de Cartier de Marchienne, Belgisch ambassadeur in Londen, verwittigde De Vleeschauwer dat Marcel Henri Jaspar, met de steun van Camille Huysmans, een tegenregering poogde op te richten en dat zijn aanwezigheid in Londen gewenst was. Aldus vloog De Vleeschauwer op 4 juli naar Engeland.
Bij zijn ontmoeting met Lord Halifax en Winston Churchill (5 en 8 juli) bood hij de volledige samenwerking van Congo aan, weliswaar zonder militaire bijdrage. Dit werd dankbaar aanvaard met de opmerking dat het beter ware dat de hele Belgische regering naar Londen zou komen. De Vleeschauwer beloofde dit te bewerkstelligen en vertrok op 16 juli terug naar Lissabon. Door communicatieproblemen en Franse onwilligheid duurde het tot 2 augustus alvorens hij erin slaagde drie collega's, Pierlot, Spaak en Gutt, te ontmoeten aan de Frans-Spaanse grenspost van de Col du Perthus. Daar viel de beslissing Vichy te verlaten en naar Londen te trekken.
Camille Gutt bezat de nodige visa en vergezelde De Vleeschauwer terug naar Londen waar ze op 5 augustus aankwamen. Pierlot en Spaak verlieten Vichy, na een laatste kabinetsvergadering op 25 augustus, en kwamen in Londen aan op 22 oktober na een bewogen tocht door Spanje. Op 31 oktober hield de vierkoppige regering in ballingschap haar eerste kabinetsbijeenkomst en bekrachtigde alle beslissingen die De Vleeschauwer eerst op zijn eentje en later samen met Gutt had getroffen. Door de demarches van De Vleeschauwer kon derhalve de kern van het vooroorlogs kabinet onder leiding van Pierlot, België en zijn kolonies in het kamp van de geallieerden houden.
De Vleeschauwers gewicht als minister van Koloniën was in Londen veel groter dan in Brussel, waar hij maar een junior minister was. Immers de kolonie kon middelen en grondstoffen leveren voor de oorlogsvoering, zelfs troepen leveren voor de Britse campagne tegen de Italianen in Oost-Afrika en meteen ook een bron van inkomsten vormen voor de regering in ballingschap. De Vleeschauwers beleid lokte kritiek uit, omdat hij geen inmenging duldde in zijn departementale verantwoordelijkheden, vooral niet van politici die de uitkomst van de Slag van Stalingrad (1942-43) hadden afgewacht om naar Engeland te komen.

## Na de oorlog
Na de bevrijding doemde het politieke probleem op dat zich stelde omtrent koning Leopold III. De Vleeschauwer bleef consequent in zijn trouw aan de koning en speelde als CVP-fractieleider een vooraanstaande rol in de zogenaamde Koningskwestie. In augustus 1949 werd hij minister van Binnenlandse Zaken in de regering-G. Eyskens I en daarna in de regering-Duvieusart. In deze functie organiseerde hij de terugkeer van de koning in augustus 1950. Hij bleef ongeveer de enige minister die onvoorwaardelijk de koning trouw bleef en niet instemde met de troonsafstand die toen plaatsvond. Vervolgens verdween hij uit de regering.
In juni 1958 werd hij minister van Landbouw in de regering-G. Eyskens II, maar moest op 18 november 1960 ontslag nemen vanwege een onduidelijke betrokkenheid bij een faillissement dat in 1956 in Leopoldstad uitgesproken was en in België opgerakeld werd in 1960. Hij werd vrijgesproken van alle betrokkenheid in juni 1964, maar ondertussen was hij van het politieke toneel verdwenen.

## Privé
Hij was een zoon van Petrus De Vleeschauwer en van Victoria Roelandts. Hij trouwde in 1924 met Yvonne Van Gindertaelen (1901-1999). Ze kregen vijf kinderen, met afstammelingen tot heden. De oudste zoon, Pieter-Yvo de Vleeschauwer (1925-2007), was Belgisch ambassadeur.
Als dank voor aan het land bewezen diensten werd hij in 1956 verheven in de Belgische adel met de titel van baron, overdraagbaar bij eerstgeboorte. In 1960 kreeg hij bij KB de vergunning om zijn naam te wijzigen en te verlengen tot 'de Vleeschauwer van Braekel'.